# Paolo Renier

Lodovico Gallina: Porträt des Dogen, um 1779, Öl auf Leinwand, Museo Correr

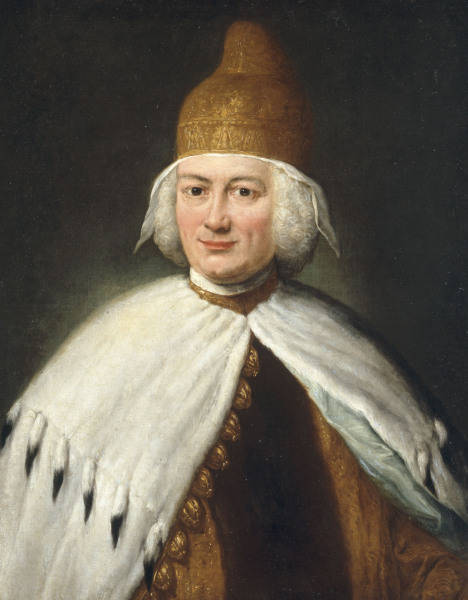
Alessandro Longhi: Porträt des Paolo Renier, um 1779

Paolo Renier (* 21. November 1710 in Venedig; † 13. Februar 1789 ebenda) war der vorletzte Doge von Venedig. Er trat zunächst als Reformer auf, war Gesandter in Rom beim Papst, dann jeweils mehrere Jahre Botschafter am Hof des Kaisers in Wien und am Hof des Sultans in Konstantinopel; die Eheschließung mit einer Bürgerlichen aus Konstantinopel wurde, da er selbst dem venezianischen Adel angehörte, abgelehnt.
Vor seiner Wahl zum Dogen wechselte er zu den Konservativen. Als Doge amtierte er mehr als zehn Jahre lang von seiner Wahl am 14. Januar 1779 bis zu seinem Tod. Sein bedeutendster Eingriff in die politischen Tagesgeschäfte bestand darin, die Gemüter im Großen Rat zu beruhigen, als es zum Streit zwischen Konservativen und Reformern kam.

## Herkunft, Familie
Die Renier gehörten zu denjenigen Familien, die erst während des Chioggia-Krieges zum Großen Rat zugelassen worden waren, also im späten 14. Jahrhundert. Nach der in der Familie überlieferten Tradition waren sie jedoch schon seit 970 in Venedig ansässig. Im 18. Jahrhundert gehörte die Familie zu den ärmeren Patriziern, erst Paolo Renier war es gelungen, durch Getreidehandel mit dem Orient ein beachtliches Vermögen zu erwirtschaften.
Renier wurde als Sohn von Andrea di Daniele und Elisabetta Morosini di Girolamo am 21. November 1710 im Palast der Familie bei San Stae geboren (1823 wurde der Palazzo Renier S. Stae, dessen Fassade auf den Rio del Megio blickte, abgerissen). Die Morosini, die Vorfahren auf der mütterlichen Seite also, hatten sich in der Geschichte Venedigs in wichtigen Ämtern ausgezeichnet. Drei Dogen trugen diesen Namen.
Sein Taufpate war Almorò Grimani di Marino, seinerzeit Savio di Terraferma (also für das venezianische Gebiet in Oberitalien zuständig), der ihn am 2. Dezember aus dem Taufbecken hob.
Paolo war der fünfte von acht Brüdern. Die Brüder Daniele und Paolo starben schon sehr früh, die anderen fünf Brüder stiegen hingegen in zentrale Ämter auf. Girolamo wurde Provveditore in Zecca (arbeitete also für die Münzprägestätte), Podestà von Brescia sowie Consigliere für das Sestiere S. Croce, einen der sechs Stadtteile der Kernstadt Venedigs. Antonio wurde Sopracomito, Capitano in Golfo (er führte also eine Flotte in der oberen Adria), Provveditore generale in Dalmatien, Provveditore generale da Mar, dann aber auch Zensor, Capitano in Padua, schließlich Senator. Alvise erhielt das Amt eines Avvogadore di Comun, wurde Consigliere im selben Stadtsechstel wie sein Bruder Girolamo. Daniele avancierte zunächst zum Savio agli Ordini, der in seiner Zeit typischen Einstiegsposition in die Ämterlaufbahn. Dann wurde er zum Camerlengo di Comun, doch endete seine Karriere bereits früh dadurch, dass er am 2. Juni 1758 eine Nichtadlige heiratete, nämlich Agnese Rota. Der jüngste Bruder, Angelo Maria, wurde gleichfalls Senator.

## Leben

### Bildung, Ämterlaufbahn
Renier war ein sehr gebildeter Mann, der seine frühe Bildung Pater Pietro Antonio Muazzo verdankte, der die prestigeträchtige Bibliothek des Hauses Manin aufbaute, und der aus Candia stammte, der Hauptstadt Kretas. Renier kannte sich dementsprechend bestens in der klassischen Literatur aus – es wurde gar behauptet, er kenne die Ilias und die Odyssee auswendig – und er galt als begabter Redner. Er erhielt zudem eine gute Ausbildung in Geschichte und Philosophie. Von ihm stammt eine venezianische Ausgabe von Werken Platos, die er selbst übersetzt hatte. Er galt darüber hinaus als politisch begabt und als geschickter Taktiker.

#### Eintritt in den Großen Rat (1730), 1. Ehe mit Giustina Donà di Leonardo
In den Großen Rat, die Generalversammlung des städtischen Adels, in den die jungen Männer normalerweise mit dem 25. Lebensjahr aufstiegen, gelangte er durch die Balla d’oro bereits am 4. Dezember 1730.

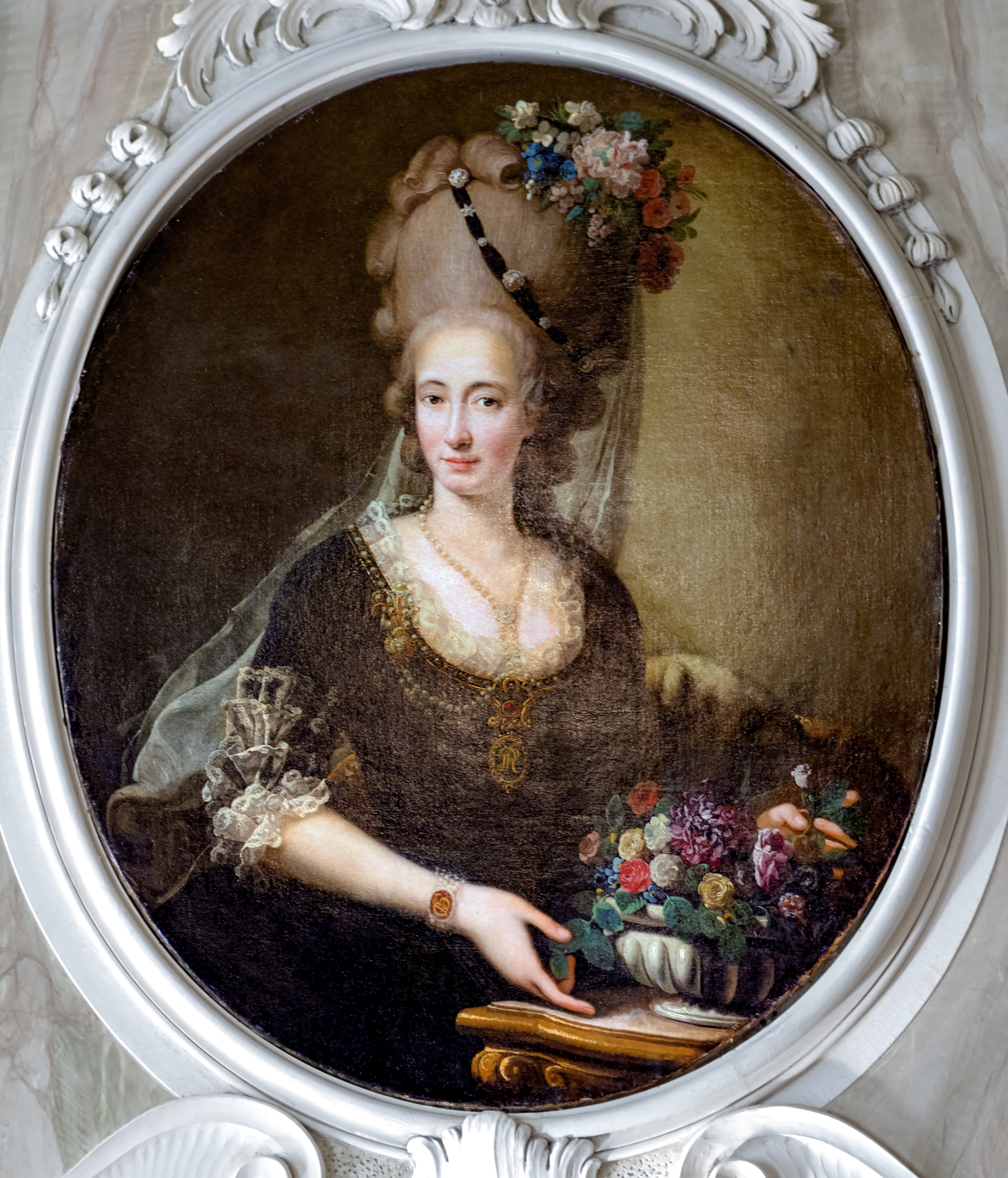
Lodovico Gallina (1752–1787): Giustina Donà dalle Rose (1715–1751), 1. Ehefrau Paolo Reniers, Öl auf Leinwand, Ca’ Rezzonico

Am 28. April 1733 heiratete er Giustina Donà di Leonardo, die allerdings 1751 starb. Das Paar hatte zwei Söhne. Giustina Donà war Nutznießerin eines komplexen Erbganges der Familien Bergonzi und Tasca, auch wenn die Höhe dieses Gesamterbes nicht zu ermitteln ist. Beide Familien hatten sich während des Krieges um Kreta, der im Kern von 1645 bis 1669 dauerte, und der die Adelsrepublik zwang, auf diese Art den Krieg zu finanzieren, für 100.000 Dukaten in den Adel eingekauft.
Ihr Sohn Andrea war von 1775 bis 1777 Botschafter in Rom; er heiratete Cecilia Manin am 2. September 1754. Der zweite Sohn hieß Leonardo.

#### Savio di Terraferma (1737–1750), Savio del Consiglio (1751–1761), Senator (1746–1764)
Wie viele seiner Standesgenossen, so begann er seine politische Karriere mit der Wahl zum Savio agli Ordini durch den Großen Rat am 28. Juni 1736. Am 16. März 1737 wurde er erneut in dieses Amt gewählt, dann am 12. Mai desselben Jahres wurde er zum Esecutore alle Acque gewählt. Bereits zu dieser frühen Zeit wurde er in das Collegio aufgenommen, zunächst als Savio di Terraferma. Damit hatte er sich als Kenner der Lagune, aber auch der Terraferma ausgewiesen.
In dieses Amt wurde er nun jedes Jahr gewählt, nämlich von 1737 bis 1750, wobei er fast immer das Amt des Kassierers übernahm. Damit erreichte er endgültig den Zugang zum innersten Machtzirkel, denn er wurde nun von 1751 bis 1761 elf Mal zum Savio del Consiglio gewählt. Folgerichtig wurde er am 27. März 1746 in den Senat aufgenommen, wo er bis 1764 einen Sitz hatte.

#### Wortführer der Reformer, weitere Ämter, Gesandter in Rom
Bald spielte er eine bedeutende Rolle unter den Männern, die zu Reformen des Staatswesens entschlossen waren, wie die Brüder Memmo, Andrea und Bernardo di Pietro, oder Angelo Querini di Lauro, aus dem Familienzweig von S. Severo. Dabei wurde Renier zum Sprecher der Gruppe, die sich mit Rom anlegte, und die das Ende des Patriarchats von Aquileia bewirkte. Der Sitz der Diözese wurde 1751 nach Udine verlegt, zugleich erhielt es nur noch den Rang eines Erzbistums. Kardinal Daniele Dolfin durfte allerdings persönlich bis an sein Lebensende den Titel eines Patriarchen behalten.
Renier wurde in den nächsten Jahren, nunmehr durch den Senat, in eine Reihe höchst angesehener Ämter gewählt. So wurde er am 8. Juli 1750 Sopra provveditore alla Giustizia nuova, am 8. Januar 1753 Savio alle Acque (erneut am 22. Januar 1757 und am 4. Januar 1758), dann Esecutore sopra la Bestemmia – dieser Gerichtshof war 1537 eingerichtet worden, um gegen Gewalt in kirchlichen Einrichtungen aller Art vorzugehen, aber auch Gotteslästerung fiel in seinen Zuständigkeitsbereich – am 18. Januar 1755 und erneut am 8. Februar 1759. Allerdings war der Gerichtshof in seiner Amtszeit bereits weit weniger aktiv, als in den ersten Jahrzehnten seines Bestehens. 
Renier war einer der acht Gesandten, die Papst Clemens XIII. zu seiner Wahl gratulieren sollten. Er wurde Deputato alla Provvisione del denaro (19. Januar 1759), dann Provveditore sopra i Monasteri (10. Januar 1761), womit er die Frauenklöster der Stadt zu beaufsichtigen hatte.

#### Heeresreform (1760), Niederlage der Reformer
Gemeinsam mit Andrea Tron di Nicolò gelang es ihm im September 1760 auf Vorschlag des schottischen Generals William Graham, der das Landheer der Republik kommandierte, eine Heeresreform durchzusetzen. Am 14. Januar 1761 wurde er zum Provveditore alla Sanità gewählt.
Nun jedoch erlitt er einen schweren politischen Rückschlag, der jedoch seinem Aufstieg letztlich wenig schadete. Wegen eines relativ unbedeutenden Streites zwischen Orden und Bruderschaften um die bei Beerdigungen fälligen Abgaben kam es zu einem schweren Konflikt um die Befugnisse der Staatsinquisitoren. Im Verlauf dieses Streits bezog sich Renier auf den Avogadore di Comun, auf Angelo Querini, der nach Verona verbannt wurde. Damit wurde Renier geradezu zum Sprecher der Querini-Partei. Er intervenierte mehrfach im Großen Rat zu dessen Gunsten, obwohl er nicht zu den fünf Korrektoren gehörte, die die entsprechenden Gesetze reformieren sollten. Damit richtete er sich vor allem gegen den Staatsanwalt von San Marco di Sopra, gegen den späteren Dogen Marco Foscarini di Nicolò; er beantragte die Freilassung Querinis und zugleich, den von den fünf Korrektoren vorgelegten Text zurückzuziehen. Dieser Vorschlag wurde abgelehnt.

#### Weiterer Aufstieg, Botschafter an den Höfen in Wien (1765–1769) und Konstantinopel (1771–1775)
Trotz dieses herben Rückschlags nahm sein politischer Einfluss weiter zu: Er wurde zwei Mal nacheinander Correttore della Promissione ducale (25. Mai 1762), nämlich gelegentlich der Wahl seines Gegners Marco Foscarini, ebenso wie bei der Wahl Alvise Mocenigos IV. zum Dogen. Derlei Korrektoren hatten die Aufgabe, den Amtseid des Dogen, die Promissio ducale, jeweils zu überarbeiten.
Am 28. November 1764 wurde er zum Botschafter am kaiserlichen Hof gewählt. Am 28. September des folgenden Jahres erreichte er Wien, wenige Wochen nachdem Kaiser Franz gestorben war. Die Beziehungen zu seiner Witwe, Maria Theresa, zugleich Königin von Böhmen, und zu ihrem Sohn Joseph II. waren von weitgehendem Vertrauen geprägt. Man verhandelte über die Grenzen im Gebiet des Gardasees, zwischen Cadore und Ampezzo, sowie auf Istrien. Hinzu kamen Verhandlungen um die jeweiligen Zölle und Abgaben. Renier bewunderte die Effizienz der kaiserlichen Armee und drängte auf Reformen in seiner Heimatstadt. Auch betonte er die dortigen erfolgreichen Maßnahmen in der Handelspolitik und bei der Errichtung neuer Manufakturen. Zudem gelang es ihm, einen diplomatischen Konflikt zu lösen. Am 13. September 1769 wurde er vom neuen Kaiser zum Ritter geschlagen.
Als er am 29. Dezember 1769 seinen Bericht (relazione) vor dem Senat hielt, hatte er bereits Auftrag erhalten, nach Konstantinopel zu reisen (15. Mai 1769), um dort als Bailò Girolamo Ascanio Giustinian abzulösen. Die Commissione erhielt er am 14. März 1771. Er erreichte Pera gut vier Monate später, am 17. Juli. Das Osmanenreich litt erheblich unter den Folgen des russisch-türkischen Krieges. Es herrschte starker Mangel an Lebensmitteln. Paolo Renier gelang es, das Vertrauen Sultan Mustafas III. zu gewinnen, ebenso wie das seines Bruders und auch das des Nachfolgers Abdülhamid I. Bei ihm wurde er am 5. Mai 1774 außerordentlicher Botschafter. In dieser Funktion stellte er venezianische Schiffe zur Verfügung, um Lebensmittel in die Metropole zu bringen. Er selbst habe, wie behauptet wurde, erhebliche Gewinne daraus gezogen.
Mit Fürst Alexander Galitzin verhandelte er danach in Wien, um für die venezianischen Schiffe den Handel im Schwarzen Meer zu öffnen. Immerhin durfte die Madonna del Rosario die Krim ansteuern, wenn auch unter russischer Flagge.

#### 2. Ehe mit Giovanna Margherita Dalmet (1776), Wechsel zu den Konservativen
Während seiner Zeit in Konstantinopel hatte er die Bekanntschaft einer jungen Tänzerin namens Giovanna Margherita Dalmet gemacht, die er am 7. Oktober 1776 heiratete. Nachdem er Konstantinopel am 27. September 1775 verlassen hatte, brachte er dafür 50.000 Dukaten auf. Doch fand die Ehe keine Aufnahme ins Goldene Buch, da sie nicht zum Adel gehörte. Dalmet, geboren am 21. November 1745, war die Witwe des Lorenzo Bassi, die auch Goethe in seiner Italienreise erwähnt. Sie überlebte Renier und starb am 12. Januar 1817. Als Doge ließ sich Renier bei offiziellen Veranstaltungen von seiner Enkelin Giustina Renier Michiel begleiten.
Er distanzierte sich nun von den Reformern und betrieb als „Konservativer“ seine Wahl zum Dogen. Am 20. März 1776 wurde er zum Consigliere für das Sestiere Dorsoduro gewählt, am 31. Dezember 1778 zum Savio del Consiglio.

### Das Dogenamt

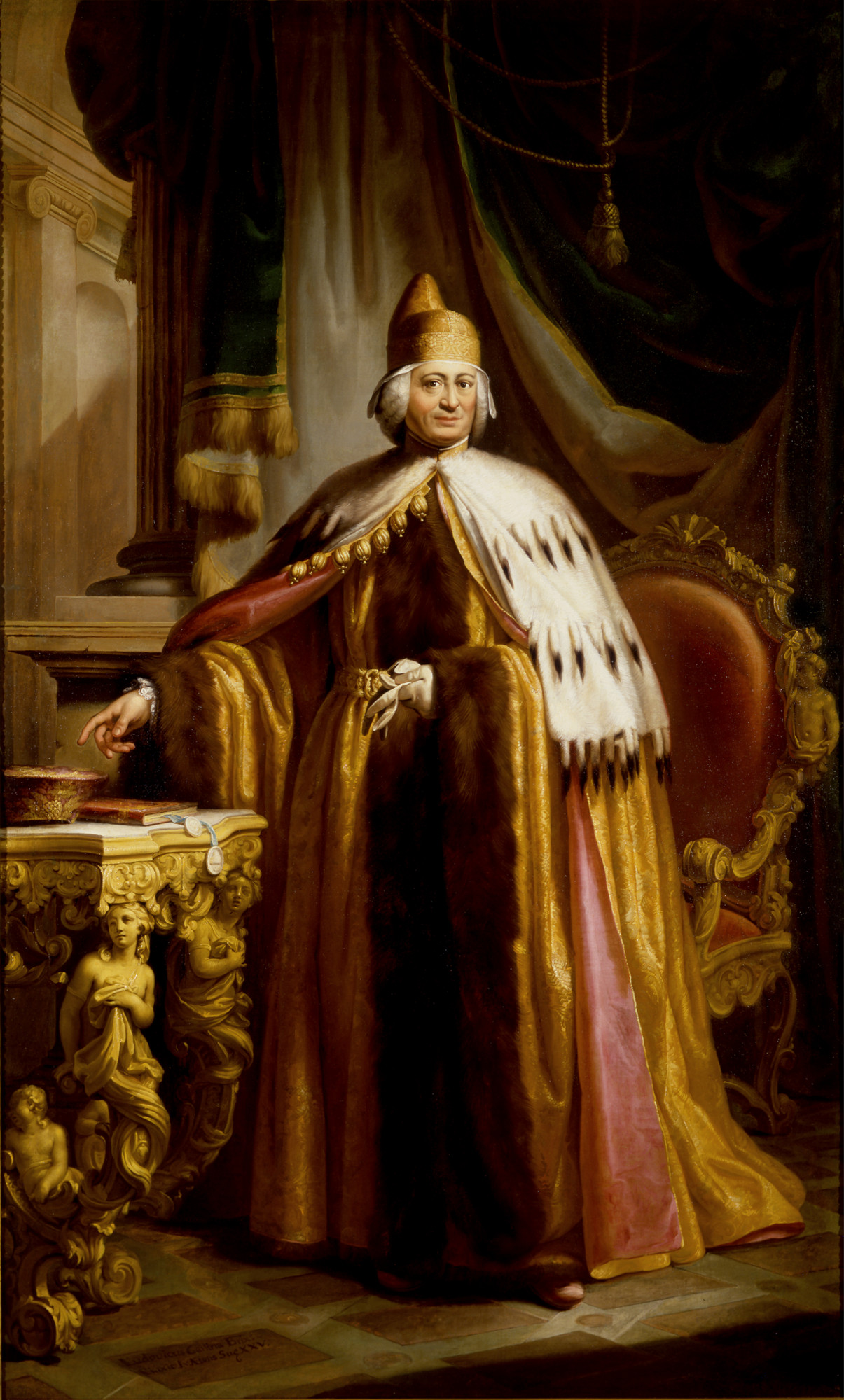
Lodovico Gallina: Renier im Amtsornat vor dem Dogenstuhl mit Dogenmütze, dazu ein bis zu den Füßen mit Gold durchwirktes Untergewand, die Dogalina, mit Hermelinumhang, dem Bavaro. Die Kulisse bildet ein reich möbliertes Interieur. Die Geste, die der Doge mit der rechten Hand ausführt, wurde als Wunsch interpretiert, zu betonen, dass er sein Leben im Dienste der Republik verbracht habe.

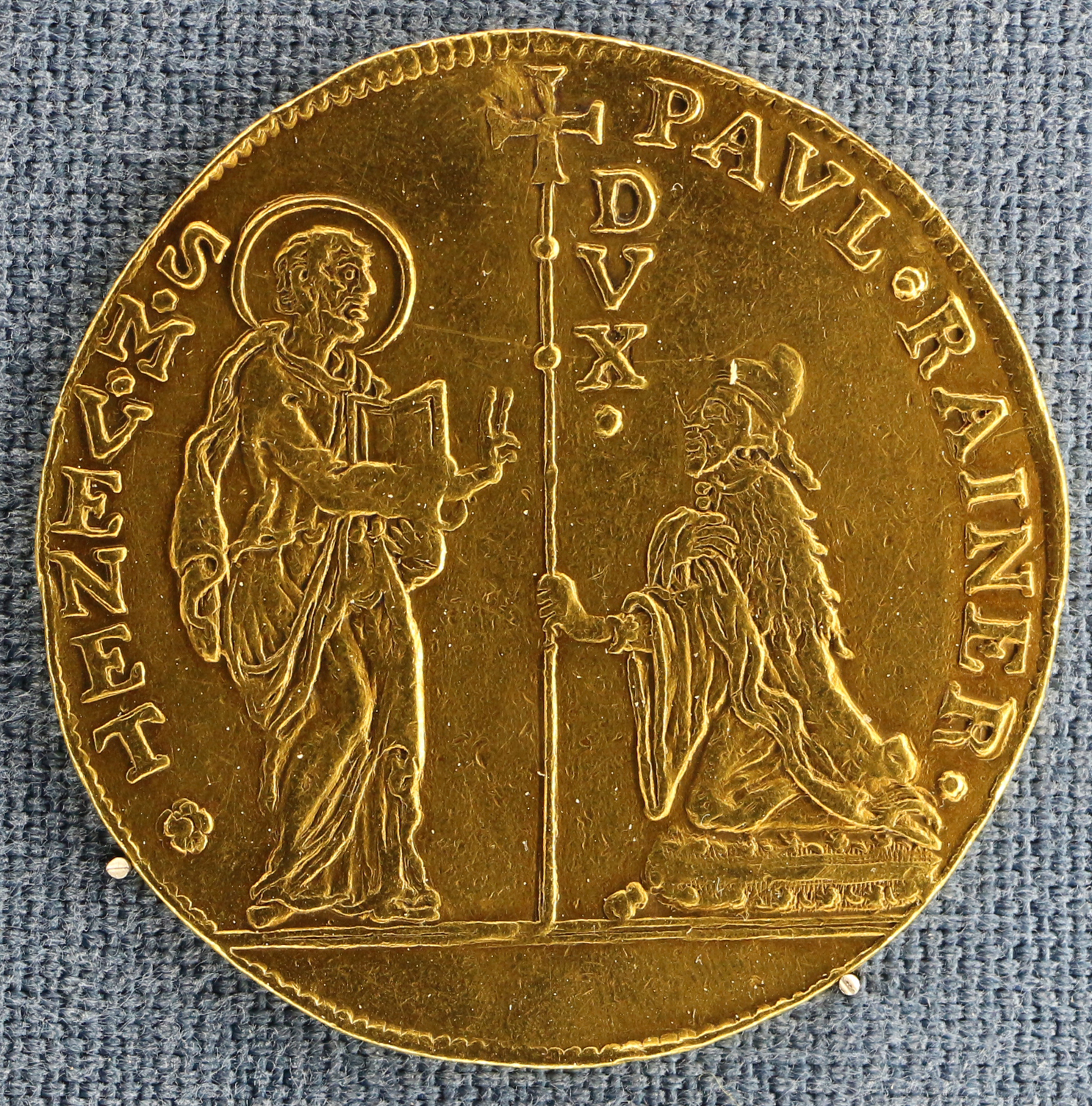
Unter „Paul. Rainer“ geprägte Münze, eine Osella (venez. Vogel). Diese Münze ersetzte seit 1521 eine Abgabe in Naturalien. Das Motiv des knienden Dogen vor dem hl. Markus war bereits um 1200 geläufig.

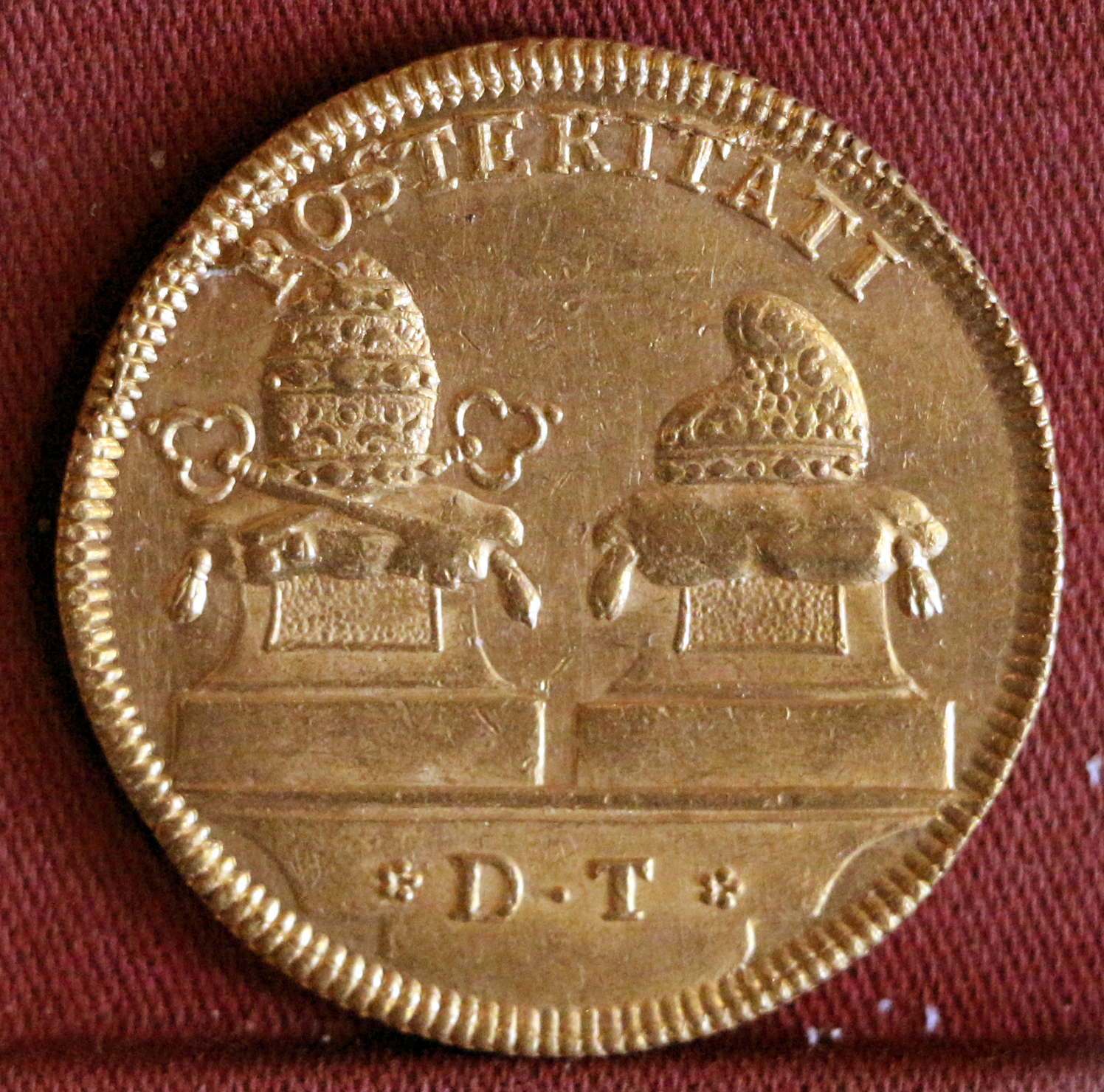
Im Gegensatz dazu versinnbildlicht diese Goldmünze das Einvernehmen zwischen Tiara und Dogenmütze, zwischen der Republik Venedig und dem Papst, geprägt 1782

Vor der Dogenwahl machten seine Gegner Stimmung gegen Renier, und es gab Gerüchte über einen geplanten Mordanschlag. Um Unruhen in der Stadt zu verhindern, verteilte er großzügig Spenden an das Volk und Stiftungen an die Kirche und die Bruderschaften. Renier wurde gegen den Wunsch der meisten Venezianer am 14. Januar 1779, wie die Wiener Zeitung zwei Tage später berichtete, zum Dogen gewählt. Nach der Wahl wurde, wie es heißt, dem Volk „Wein, Brod und Geld preisgegeben“, und es sei ein Maskenball sowie ein Feuerwerk veranstaltet worden. Die feierliche Krönung fand am 15. Januar statt, wobei der Doge, wie der Schreiber weiß, nach alter Tradition auf einer Bühne von 60 Arsenalotten herumgetragen und so dem Volk vorgestellt wurde. Abends hätten erneut Freudenfeste stattgefunden, und alle im Hafen liegenden Schiffe hätten am 15. und 16. Januar Kanonenschüsse abgegeben.
Sein Amt soll er nur unter massivem Einsatz von Korruption der Wahlmänner, was offensichtlich durch die Staatsinquisitoren geduldet wurde, erlangt haben. Wie schon vor seiner Wahl kursierten in der Stadt weiterhin die bissigen Pasquinate über die Korruptheit Reniers.
Dieser trat das Amt an, als die Republik erneut hoch verschuldet war. Trotzdem begann während seiner Regierung der Bau der Deiche, der Murazzi auf dem Lido und Pellestrina, die Venedig besser gegen Hochwasser schützen sollten.
Die Feste und Empfänge hochrangiger Besucher wurden mit gewohntem Pomp gefeiert. Während seiner Amtszeit besuchten Papst Pius VI., der Großfürst von Russland und spätere Zar Paul I. (1782), und König Gustav III. von Schweden die Stadt. Beim Besuch des russischen Thronfolgers erschien auch seine Ehefrau Sophie Dorothee von Württemberg; die beiden traten inkognito auf, nämlich als „Grafen von Nord“.
Innenpolitisch von erheblicher Bedeutung war Reniers Intervention im Großen Rat vom 9. Mai 1780, was die Dogen ansonsten selten taten. Er beruhigte die Gemüter während der anti-oligarchischen Aktivitäten des Giorgio Pisani (1739–1811) und des Carlo Contarini – eine Gruppe von Männern, die als barnabotti bezeichnet wurde.
Goethe, der Venedig im Jahre 1786 besuchte, beschreibt am 6. Oktober seine Eindrücke von Paolo Renier wie folgt:

„Der Doge ist ein gar schön gewachsener und schön gebildeter Mann, der krank sein mag, sich aber nur noch so, um der Würde willen, unter dem schweren Rocke gerade hält. Sonst sieht er aus wie der Großpapa des ganzen Geschlechts und ist gar hold und leutselig; die Kleidung steht sehr gut, das Käppchen unter der Mütze beleidigt nicht, indem es, ganz fein und durchsichtig, auf dem weißesten klarsten Haar von der Welt ruht.“

## Testament (1788) und Tod, Beisetzung
Zwei Jahre später, am 8. Oktober 1788, setzte Renier sein Testament auf. Erbe und Nachlassverwalter wurde sein Sohn Andrea. Der Doge starb am 14. Februar des nächsten Jahres nach 37 Tagen „rheumatischen Fiebers“.
Beigesetzt wurde er in der Kirche San Nicola da Tolentino. Seine letzte Ruhestätte ist ein einfaches Bodengrabmal. Es ist mit einer Marmorplatte bedeckt.